# 坎塔布里亚山脉
坎塔布里亚山脉（西班牙語：Cordillera Cantábrica）位于西班牙北部，东起比利牛斯山脉，西至加利西亚自治区，全长约300公里。